# Caso Pisagua
El Caso Pisagua corresponde a las acciones judiciales para investigar y sancionar los crímenes cometidos en el centro de tortura y campamento de prisioneros instalado en la localidad de Pisagua durante la dictadura militar de Augusto Pinochet en Chile.

## Historia
La investigación judicial comienza ante la denuncia por inhumación ilegal presentada por la Vicaría de la Solidaridad, el 31 de mayo de 1990, en el Juzgado de Pozo Almonte. El 2 de junio de 1990 se encontró la fosa común, ubicada en el sector nor-poniente del Cementerio de Pisagua 19°33′57.3″S 70°12′18.5″O / -19.565917, -70.205139. En ella se hallaron veinte cuerpos, que tuvieron una buena conservación a causa de la sal que impregna la arena del sector.

## Listado de prisioneros ejecutados en Pisagua
La mayoría de los ejecutados fueron encontrados en el año 1990 por la investigación realizada por el ministro Hernán Sánchez Marré.

### Fusilados porLey de fugasel 29 de septiembre de 1973
- Juan Calderón Villalón
- Nolberto Cañas Cañas
- Marcelo Guzmán Fuentes
- Juan Jiménez Vidal
- Luis Lizardi Lizardi
- Michel Nash Saéz

### Ejecutados por Primer Consejo de Guerra el 11 de octubre de 1973
- Julio Cabezas Gacitúa
- José Rufino Córdova Croxatto
- Humberto Lizardi Flores
- Mario Morris Barrios
- Juan Valencia Hinojosa

### Ejecutados por Segundo Consejo de Guerra el 30 de octubre de 1973
- Rodolfo Fuenzalida Fernández
- Juan Antonio Ruz Díaz
- José Demóstenes Sampson Ocaranza
- Freddy Marcelo Taberna Gallegos

### Ejecutado por Tercer Consejo de Guerra el 29 de noviembre de 1973
- Germán Palominos Lamas

### Ejecutados por Cuarto Consejo de Guerra el 11 de febrero de 1974
- Luis Toro Castillo
- Alberto Yáñez Carvajal

### Otros ejecutados enPisagua
- Isaías Higuera Zúñiga (11 de enero de 1974)
- Nelson Márquez Agusto (18 de enero de 1974)
- Manuel Sanhueza Mellado (10 de julio de 1974)
- Orlando Cabello Cabello (enero de 1974)
- Luis Manríquez Wilden (enero de 1974)
- Hugo Martínez Guillén (enero de 1974)
- Juan Rojas Osega (enero de 1974)
- Juan Mamani García (enero de 1974)
- Nicolás Chánez Chánez (enero de 1974)

### Desaparecidosde Pisagua
- William Millar Sanhueza
- Jorge Marín Rossel
- Manuel Araya Zavala

### Ejecutados de Iquique
- Luis Rojas Valenzuela (17 de septiembre de 1973)
- Oscar Ripoll Codoceo (20 de octubre de 1973)
- Julio Valenzuela Bastías (20 de octubre de 1973)
- Manuel Donoso Dañobettia (20 de octubre de 1973)
- Gerardo Poblete Fernández (21 de octubre de 1973)
- Luis Solar Welchs (23 de octubre de 1973)
- Henry Torres Flores